# Seven de Australia 2007
El Seven de Australia de 2007 fue la cuarta edición del torneo australiano de rugby 7, fue el sexto torneo de la temporada 2006-07 de la Serie Mundial Masculina de Rugby 7.
Se disputó en la instalaciones del Adelaide Oval de Adelaida.

## Fase de grupos

### Grupo A
| Equipo     | Encuentros | Encuentros | Encuentros | Encuentros | Tantos  | Tantos    | Puntos |
| Equipo     | jugados    | ganados    | empatados  | perdidos   | a favor | en contra | Puntos |
| ---------- | ---------- | ---------- | ---------- | ---------- | ------- | --------- | ------ |
| Inglaterra | 3          | 2          | 0          | 1          | 56      | 36        | 7      |
| Fiyi       | 3          | 2          | 0          | 1          | 67      | 48        | 7      |
| Tonga      | 3          | 2          | 0          | 1          | 52      | 41        | 7      |
| Canadá     | 3          | 0          | 0          | 3          | 33      | 83        | 3      |

Nota: Se otorgan 3 puntos al equipo que gane un partido, 2 al que empate y 1 al que pierda

### Grupo B
| Equipo    | Encuentros | Encuentros | Encuentros | Encuentros | Tantos  | Tantos    | Puntos |
| Equipo    | jugados    | ganados    | empatados  | perdidos   | a favor | en contra | Puntos |
| --------- | ---------- | ---------- | ---------- | ---------- | ------- | --------- | ------ |
| Sudáfrica | 3          | 3          | 0          | 0          | 93      | 7         | 9      |
| Kenia     | 3          | 1          | 0          | 2          | 46      | 60        | 5      |
| Francia   | 3          | 1          | 0          | 2          | 52      | 79        | 5      |
| Japón     | 3          | 1          | 0          | 2          | 31      | 76        | 5      |

### Grupo C
| Equipo        | Encuentros | Encuentros | Encuentros | Encuentros | Tantos  | Tantos    | Puntos |
| Equipo        | jugados    | ganados    | empatados  | perdidos   | a favor | en contra | Puntos |
| ------------- | ---------- | ---------- | ---------- | ---------- | ------- | --------- | ------ |
| Nueva Zelanda | 3          | 3          | 0          | 0          | 124     | 20        | 9      |
| Australia     | 3          | 2          | 0          | 1          | 75      | 36        | 7      |
| Gales         | 3          | 1          | 0          | 2          | 49      | 81        | 5      |
| Hong Kong     | 3          | 0          | 0          | 3          | 20      | 131       | 3      |

### Grupo D
| Equipo    | Encuentros | Encuentros | Encuentros | Encuentros | Tantos  | Tantos    | Puntos |
| Equipo    | jugados    | ganados    | empatados  | perdidos   | a favor | en contra | Puntos |
| --------- | ---------- | ---------- | ---------- | ---------- | ------- | --------- | ------ |
| Samoa     | 3          | 3          | 0          | 0          | 95      | 17        | 9      |
| Escocia   | 3          | 2          | 0          | 1          | 53      | 52        | 7      |
| Argentina | 3          | 1          | 0          | 2          | 45      | 60        | 5      |
| Portugal  | 3          | 0          | 0          | 3          | 24      | 88        | 3      |

## Fase Final

### Cuartos de final
| 8 de abril | Inglaterra | 12 - 17 | Kenia |  |  |

| 8 de abril | Samoa | 22 - 17 | Australia |  |  |

| 8 de abril | Nueva Zelanda | 40 - 14 | Escocia |  |  |

| 8 de abril | Sudáfrica | 17 - 22 | Fiyi |  |  |

### Semifinal
| 8 de abril | Kenia | 0 - 31 | Samoa |  |  |

| 8 de abril | Nueva Zelanda | 17 - 24 | Fiyi |  |  |

### Final
| 8 de abril | Samoa | 7 - 21 | Fiyi |  |  |

| Bandera de Fiyi        |
| Campeón Fiyi           |
| 2º título del circuito |